# Bundesautobahn 441
Pour les articles homonymes, voir A441.
La Bundesautobahn 441 était le nom du projet de Bundesautobahn dans le Land de Rhénanie-du-Nord-Westphalie.

## Géographie
L'A 441 devait relier la Bundesautobahn 2 près de Lünen en passant par Dortmund à la Bundesautobahn 1 près de Schwerte. Au lieu de cela, la Bundesstraße 236, aménagée comme une autoroute, est construite sur le tracé.